# 贝尔默里
贝尔默里（法語：Bermeries，法語發音：[bɛʁməʁi]）是法国上法蘭西大區北部省的一个市镇，属于埃尔普河畔阿韦讷区。

## 地理
贝尔默里（50°16'56"N, 3°44'57"E）面积5.29 平方千米，位于法国上法蘭西大區北部省，该省份为法国最北部的省份及最长的省份，西北濒北海，西接加来海峡省，南至埃纳省和索姆省，东与比利时接壤。
与贝尔默里接壤的市镇（或旧市镇、城区）包括：圣瓦斯特、巴韦、洛基尼奥勒、奥比、普勒欧萨尔。

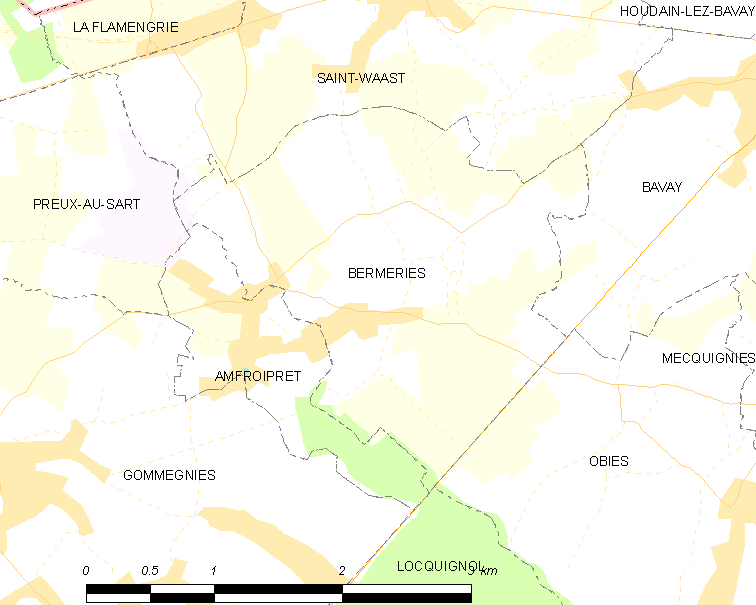
贝尔默里的OSM定位图

贝尔默里的时区为UTC+01:00、UTC+02:00（夏令时）。

## 行政
贝尔默里的邮政编码为59570，INSEE市镇编码为59070。

## 政治
贝尔默里所属的省级选区为欧努瓦-艾姆里县。

## 人口

1962-2008年间贝尔默里人口变化图示

贝尔默里于2022年1月1日时的人口数量为377人。